# سيريل بيركنز
سيريل بيركنز (4 يونيو 1911 في المملكة المتحدة - 21 نوفمبر 2013 في المملكة المتحدة) (بالإنجليزية: Cyril Perkins)‏ هو لاعب كريكت بريطاني. لعب مع نادي مقاطعة نورثامبتونشير للكريكت ‏ والمقاطعات الوطنية للكريكيت الإنجليزي والويلزي ‏ وSuffolk County Cricket Club ‏.

## وصلات خارجية
- سيريل بيركنز على موقع إي آس بي آن كريك إنفو (الإنجليزية)